# Diphyus meruensis
Diphyus meruensis là một loài tò vò trong họ Ichneumonidae.